# Buire-sur-l'Ancre
 Buire-sur-l'Ancre  es una población y comuna francesa, en la región de Picardía, departamento de Somme, en el distrito de Péronne y cantón de Albert.

## Demografía
| 324 | 301 | 293 | 283 | 304 | 312 |
| Para los censos de 1962 a 1999 la población legal corresponde a la población sin duplicidades (Fuente: INSEE [Consultar]) |     |     |     |     |     |